# Réal Lacombe
Pour les articles homonymes, voir Lacombe.
Réal Lacombe est un médecin québécois né le 2 juin 1948 à Rouyn-Noranda et décédé le 31 mars 2016,. 
À 19 ans, il participe avec brio au jeu questionnaire Tous pour un à la télévision de Radio-Canada alors animé par Jacques Fauteux. Il gagne les trois étapes du défi, les 7, 14 et 21 novembre 1967. Le sujet : La faune du Québec, les mammifères. Il remporte ainsi la mise totale de 7 300 $. 
Il a obtenu un diplôme de médecine à l'Université de Montréal et une maîtrise en santé publique à l'Université de Californie à Berkeley.
En 1972, le Collège des médecins exige des finissants en médecine de passer des examens américains en langue anglaise. L'étudiant Lacombe conteste cette mesure avec une centaine d'étudiants de l'Université de Montréal et de l'Université Laval.
Il amorça sa carrière à Rouyn-Noranda en 1973. Pendant ces premières années de pratique, il a été collègue du Dr Louis Gagnon et de Dr Estelle Germain. Drs Lacombe et Gagnon ont tous les deux collaboré à des initiatives québécoises en promotion de la santé et de saines habitudes de vie: Docteur Gagnon, Défi 5/30 et et Docteur Lacombe, Réseau québécois de Villes et Villages en santé. 
Il pratiqua la médecine en cabinet pendant six ans et ensuite il prendra en charge des tâches au centre hospitalier pour pallier le manque de médecins.
Aussi bien impliqué dans son milieu, à l'été 1974, avec son ami le Dr Michel Gagné de Laval, il met sur pied une équipe médicale bénévole complète pour la compétition cycliste le Tour de l'Abitibi. 
En 1980, il prend la direction du Département de santé communautaire de l'Abitibi-Témiscamingue. Il y élabore des mesures visant à recruter des médecins pour l’ensemble de l'Abitibi-Témiscamingue. 
Au printemps de 1980, à l'initiative de la Confédération des syndicats nationaux (CSN), le Centre de recherche sur la santé en milieu de travail du Mont Sinaï sous la direction du docteur Irving Silikof mène une opération d'envergure auprès des travailleurs de la Fonderie Horne afin d'analyser le taux de contamination au plomb. Le Département de la santé communautaire, la société Noranda et la CSN en profiteront pour élargir les tests à la population du quartier du Vieux Noranda. Le Dr Lacombe s'intéresse alors plus particulièrement à l'approche du Dr Silikof qui préconise une médecine préventive plutôt que curative.  
À l'hiver de 1981, une quinzaine de médecins prévoient quitter la région. Le ministère des Affaires sociales tente de résoudre la crise en recrutant onze médecins et en obligeant les futurs diplômés à pratiquer en région éloignée pendant leurs deux premières années de service. Cette mesure est qualifiée de conscription par le Dr Lacombe alors responsable du Département de la santé communautaire. Cette affirmation personnelle le mettra en froid avec les autorités ministérielles. Il faudra une intervention directe du premier ministre René Lévesque pour calmer un peu le jeu en mettant sur pied un comité ad hoc devant analyser toutes les facettes du problème. Cependant, la problématique reste entière et perdure dans le temps,.
Il assura ensuite diverses fonctions de direction au Centre hospitalier de Rouyn-Noranda et au Conseil régional de la santé et des services sociaux de l'Abitibi-Témiscamingue (CRSSSAT) avant de quitter pour Québec. Après quelques années passées à Québec, en 2001, il revient dans sa région natale afin d'assurer la direction de la santé publique et des affaires médicales à l'Agence de la santé et des services sociaux de l'Abitibi-Témiscamingue jusqu'en 2015,.
Son cheminement l'amène à s’intéresser particulièrement à la santé globale de la population. Ainsi, à travers de multiples interventions, il cherchait à renforcer la prévention sur tous les plans et favoriser l'harmonisation des actions en matière de santé et ce, autant individuelle que collective. Il sera le précurseur et le défenseur de plusieurs initiatives en cette matière et notamment, le Projet canadien des communautés en santé et le Réseau international francophone en promotion de la santé,.  
À la suite de sa maîtrise en Santé publique à Berkeley où il fut initié au concept des Healthy Cities, en 1987, il implantera à Rouyn-Noranda le programme Villes et Villages en santé. Rouyn-Noranda fut ainsi la première ville en Amérique du Nord à devenir une Ville en santé. C'est par une résolution de la nouvelle ville fusionnée en 1986 que Rouyn-Noranda officialisa le tout. C'était une toute nouvelle approche par laquelle la ville faisait la promotion de la santé globale de sa communauté comme un axe majeur de développement social, économique et  environnemental,.   
L'année suivante, il fonda le Réseau québécois de Villes et Villages en santé. Il sera l'âme dirigeante du programme durant plus de vingt-cinq ans,. Le Réseau québécois de Villes et Villages en santé est reconnu comme un modèle par l'Organisation mondiale de la santé,,,.  
Son travail et son approche visionnaire l’ont amené à prononcer des conférences aux quatre coins de monde et notamment à Taiwan, en Colombie, en Europe et aux États-Unis.   
Il prendra sa retraite à l'été 2015.

## Publication
1997: Priorités nationales de santé publique 1997-2002. Rédaction et coordination: Hélène Valentini et Réal Lacombe, Gouvernement du Québec  (ISBN 2-550-31210-4)
2002: Pour sortir des sentiers battus: l'Action Intersectorielle., Deena White, Gilles Bibeau, Pierre Laurence, Réal Lacombe, Publications du Québec  (ISBN 9782551195701)

## Honneurs
- 1998: Prix Janssen-Ortho, par l'Association canadienne de la santé publique[29]
- 2007: Chevalier de l'Ordre national du Québec[30],[31].
- 2016: Le Réseau québécois de Villes et Villages en santé instaure la Coupe Villes et Villages en santé Réal Lacombe remise à la municipalité méritante dans l'année[32].
- 2021: La Ville de Rouyn-Noranda nomme l'Espace Réal Lacombe sur la presqu'île du Lac Osisko[33],[34].